# Bruce Braley

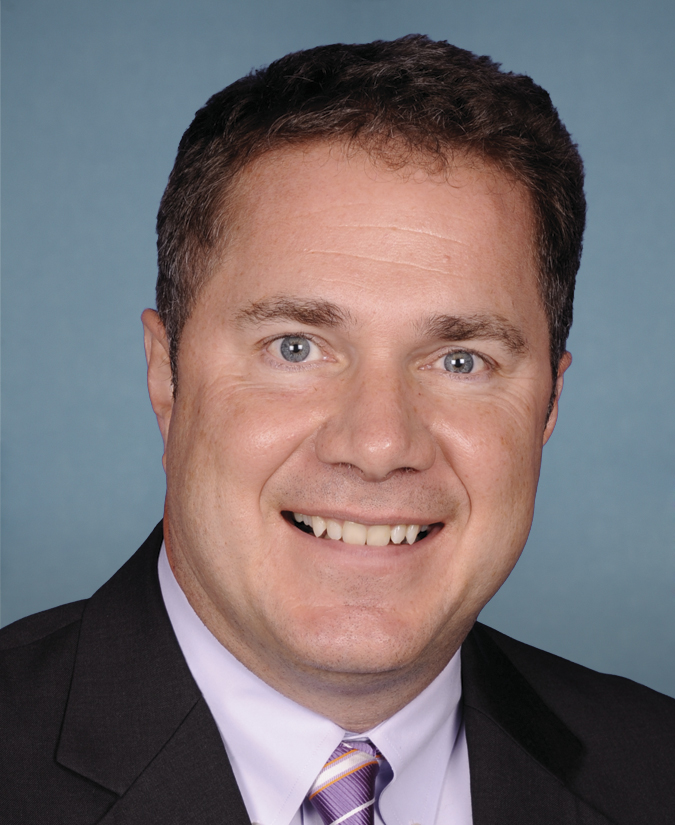
Bruce Braley (2013)

Bruce Braley (* 30. Oktober 1957 in Grinnell, Poweshiek County, Iowa) ist ein US-amerikanischer Politiker. Von 2007 bis 2015 vertrat er den 1. Kongresswahlbezirk von Iowa im US-Repräsentantenhaus.

## Werdegang
Bruce Braley besuchte nach der High School bis 1980 die Iowa State University und danach bis 1983 die University of Iowa, an der er Jura studierte. Anschließend begann er in Waterloo (Iowa) als Rechtsanwalt zu arbeiten. Er spezialisierte sich auf Klagen in Bezug auf Arbeitsunfälle und umstrittene Entlassungen. Braley war auch Vorsitzender der Anwaltsvereinigung von Iowa (Trial Lawyers Association).
Politisch schloss sich Braley der Demokratischen Partei an. Im Jahr 2006 wurde er im ersten Wahlbezirk von Iowa in das US-Repräsentantenhaus in Washington, D.C. gewählt, wo er am 3. Januar 2007 die Nachfolge des Republikaners Jim Nussle antrat und dreimal wiedergewählt wurde, zuletzt 2012, sodass er sein Mandat bis zum 3. Januar 2015 ausüben konnte. Braley war zuletzt Mitglied im Ausschuss für Handel und Energie sowie in drei von dessen Unterausschüssen. Bei den Präsidentschaftswahlen 2008 unterstützte er zunächst John Edwards und nach dessen Rückzug Barack Obama. Braley kündigte im Februar 2013 an, sich für den Sitz im Senat der Vereinigten Staaten bewerben zu wollen, der 2015 nach dem angekündigten Rückzug des Amtsinhabers Tom Harkin frei wurde. Er unterlag jedoch der Republikanerin Joni Ernst. Sein Sitz im Kongress fiel an den Republikaner Rod Blum.
Bruce Braley hat mit seiner Frau Carolyn drei Kinder. Die Familie lebt privat in Waterloo.